# Royal Pingouin hockey club nivellois
 (février 2021).
Si vous disposez d'ouvrages ou d'articles de référence ou si vous connaissez des sites web de qualité traitant du thème abordé ici, merci de compléter l'article en donnant les références utiles à sa vérifiabilité et en les liant à la section « Notes et références ».
 (octobre 2019).
 (février 2021).
La mise en forme du texte ne suit pas les recommandations de Wikipédia : il faut le « wikifier ».
Les points d'amélioration suivants sont les cas les plus fréquents. Le détail des points à revoir est peut-être précisé sur la page de discussion.
- Les titres sont pré-formatés par le logiciel. Ils ne sont ni en capitales, ni en gras.
- Le texte ne doit pas être écrit en capitales (les noms de famille non plus), ni en gras, ni en italique, ni en « petit »…
- Le gras n'est utilisé que pour surligner le titre de l'article dans l'introduction, une seule fois.
- L'italique est rarement utilisé : mots en langue étrangère, titres d'œuvres, noms de bateaux, etc.
- Les citations ne sont pas en italique mais en corps de texte normal. Elles sont entourées par des guillemets français : « et ».
- Les listes à puces sont à éviter, des paragraphes rédigés étant largement préférés. Les tableaux sont à réserver à la présentation de données structurées (résultats, etc.).
- Les appels de note de bas de page (petits chiffres en exposant, introduits par l'outil «  Source ») sont à placer entre la fin de phrase et le point final[comme ça].
- Les liens internes (vers d'autres articles de Wikipédia) sont à choisir avec parcimonie. Créez des liens vers des articles approfondissant le sujet. Les termes génériques sans rapport avec le sujet sont à éviter, ainsi que les répétitions de liens vers un même terme.
- Les liens externes sont à placer uniquement dans une section « Liens externes », à la fin de l'article. Ces liens sont à choisir avec parcimonie suivant les règles définies. Si un lien sert de source à l'article, son insertion dans le texte est à faire par les notes de bas de page.
- La présentation des références doit suivre les conventions bibliographiques. Il est recommandé d'utiliser les modèles {{Ouvrage}}, {{Chapitre}}, {{Article}}, {{Lien web}} et/ou {{Bibliographie}}. Le mode d'édition visuel peut mettre en forme automatiquement les références.
- Insérer une infobox (cadre d'informations à droite) n'est pas obligatoire pour parachever la mise en page.

Pour une aide détaillée, merci de consulter Aide:Wikification.
Si vous pensez que ces points ont été résolus, vous pouvez retirer ce bandeau et améliorer la mise en forme d'un autre article.
Maillots
Le Royal Pingouin hockey club nivellois est un club de hockey sur gazon belge, situé à Nivelles

## Historique
Le Pingouin H.C. Nivellois est un des plus ancien club sportif de la Ville de Nivelles. En effet, il voit le jour en Décembre 1935 à l'initiative d'André Doyen et d'André Delcroix. André Delcroix est le petit-fils de Ferdinand Delcroix, père fondateur des Papeteries Delcroix, fabrique de parchemin. Un terrain de gazon naturel et un club house avec vestiaire sont installés dans le domaine familial de Ferdinand Delcroix, situé au "Fonteneau". Les Pingouins tiennent leur nom d'une mascotte reçue en cadeau, représentant un pingouin, offerte par une équipe adverse invitée pour une rencontre amicale mise en place en 1936. Ils s'affilient à l'Association belge de hockey le 6 février 1937. Les membres fondateurs sont nombreux à être des chefs d’entreprises familiales locales qui avaient, antérieurement, investis dans du foot et du tennis, tels que : les fratries Delcroix, Lambert, De Biesme, Pécriaux, Chantrenne, Duvieusart, Semal, les Tamigniaux, Van Pelt, Vanpée, Levêque, Colin, Roulent, Dumonceau, Delfosse et les Lechien, Delcambe et Lejeune.
Durant la période de la Seconde Guerre mondiale, l’équipe est en carence d’effectif car plusieurs joueurs sont en captivité dont André Doyen. Cependant, le club va participer à de nombreux tournois en Europe comme à Milan, Zürich, Hambourg, Paris, Reims et Leipzig.
Durant les années 1950, une équipe de Vétérans est créée au Pingouin. En 1961, « l’Ordre du Pingouin » est créé. André Doyen devient le premier "Grand Bailli de l’Ordre du Pingouin".
Le club s’agrandit et inscrit ses premières équipes de Jeunes dans les années 1960 grâce à Maurice Dandoy puis à Jacques Bertrand.
En 1968, la Wiggins Teape achète les installations des Papeteries Delcroix. Les Pingouins migrent vers Arquennes, puis vers le Parc de la Dodaine. Le club s'établira 3 ans à Arquennes, la première équipe dames voit le jour en 1971 entraînée par Michel Defalque.
Un terrain gazon et un club house, dénommé la "roulotte", sont inaugurés en 1971.
Le Pingouin reçoit le Mérite sportif de la Ville de Nivelles à titre collectif en 1972 pour la montée de son équipe messieurs de D2 en D1.
En 1984, le Pingouin reçoit, une nouvelle fois, le trophée du Mérite sportif de la Ville de Nivelles pour sa montée de D2 en D1 en terminant champion sans connaître la défaite.
Le club house actuel est érigé par une septantaine de membres en 1985 à l'initiative de Jean-François Delhaye.
En 1986, l'équipe 1re messieurs du Pingouin monte en division d'Honneur pour la 1re fois et Michel Defalque reçoit le trophée du Mérite sportif à titre individuel pour ses 20 ans de présence continue en équipe-fanion. Les beaux résultats enregistrés sont le fruit d'un travail de fond effectué par Denis Houssein avec uniquement des joueurs du cru.
En 1987, le club reçoit le titre de "Royal". La même année, André Delcroix succède à André Doyen en tant que "Grand Bailli de l’Ordre du Pingouin".
Un premier terrain synthétique sablé est construit en 1991, sous la direction de Jean-François Delhaye.
En 1996, Renaud Fayt devient le premier Stick d'Or (espoir) du Pingouin. L'équipe 1re messieurs participe à la finale de la Coupe de Belgique et retrouve la division d'Honneur en 1996. Il s'y maintiendra 12 saisons jusqu'en 2013. Le Pingouin reçoit le titre de club de l'année attribué par la Fédération. L'entraineur des messieurs 1 de l'époque est l'ancien coach national, Michel Derweduwen. 4 ans plus tard, c'est Patrick Raes qui prendra les commandes de cette équipe.
Un premier terrain synthétique mouillé est construit en 2002 en lieu et place du terrain synthétique sablé. Il servira de modèle de qualité pour les J.O. d’Athènes.
L'équipe 1re dames, coachée par Jean-Philippe Brulé, monte en division d'Honneur dames en 2004. Après trois allers-retours, elle s'y installe durablement depuis 2010 sous la houlette de Gaëtan Defalque et participe à son premier play-off (top four) en 2012. Après le départ d'Anouk RAES, capitaine des Red Panthers, l'équipe DH redescend en 2017.
En 2004, le Pingouin organise les championnats d'Europe des U21 boys. Jean-Philippe Brulé gagne le Challenge Dita et remporte le trophée du Mérite sportif de la Ville à titre individuel pour ses prestations en équipe 1re messieurs et en équipe nationale où il est considéré comme un des meilleurs sleepers au monde. Le Pingouin reçoit le titre de club de l'année attribué par la Fédération.
En 2005, Jean-Philippe Brulé (dit Zoulou) remporte le Stick d'Or masculin et Yves Charlier, président, reçoit au nom du Pingouin, le titre de Membre d'Honneur de l'Association Royale Belge de Hockey pour la réussite de l'organisation de l'Euro 2004.
L'équipe messieurs 1 se voit renforcée par 2 argentins et c'est aussi un coach argentin, Marcelo Orlando, qui dirige l'équipe. Elle termine 6e en division d'Honneur (son meilleur classement jamais obtenu).
Le nombre de joueurs atteint le cap des 500 en 2006. Fin de saison 2006-2007, la 1re équipe Dames reçoit le Delta Lloyd Fair Play Trophy qui récompense l'équipe la plus fair-play.
Le deuxième terrain synthétique mouillé est inauguré en 2008. L'équipe 1re messieurs participe à sa deuxième finale de Coupe de Belgique et l'équipe dames reçoit le trophée du Mérite sportif de la Ville pour sa remontée en DH en terminant championne sans aucune défaite.
L'équipe messieurs 1 est coachée successivement par deux entraîneurs de talent Etienne Tys puis Michel Van den Boer. Maxime Bertrand devient Red Lion.
En 2009, le Pingouin organise les championnats d'Europe Boys et Girls U18 où la Belgique l'emporte en boys avec 3 joueurs formés à Nivelles : Simon Gougnard, Nicolas Dumont et Tom Beirnaert.
En 2011 et 2012, l'équipe messieurs DH gagne la Coupe de Belgique.
En 2012, nos trois internationales féminines, Anouk Raes, Lola Danhaive et Hélène Delmée participent aux Jeux Olympiques de Londres avec les Red Panthers (11èmes). Elles reçoivent conjointement le trophée du Mérite sportif de la Ville.
Eté 2012, retour de Quentin Lemaire après un séjour à Tilburg.
En 2013, le renfort irlandais John Jermyn remporte le Challenge Dita. Anouk Raes participe avec l'équipe féminine belge aux championnats d'Europe (4èmes).
Lors de la saison 2014-2015, deux joueuses espagnoles viennent renforcer l'équipe dames 1 car la relève n'est pas prête.
Le tapis du premier synthétique mouillé est remplacé en 2014 et Anouk Raes gagne le Stick d'Or féminin.
Période dorée aussi pour l'équipe première dames qui devient championne de Belgique Indoor en 2015 et 2016, premiers titres majeurs pour le Pingouin. Elle défend avec panache les couleurs de la Belgique en championnat d'Europe à Dundee en février 2016 en remontant en division A, puis en 2017 à Wittingen (avec moins de succès). Cette équipe reçoit l'Effort sportif collectif en 2017 pour sa saison 2016.
Pour la postérité, les héros de ces différentes rencontres sont les suivants :
Joueuses : Hélène Delmée, Eléonore Belvaux, Linda Haussener, Laura Bertrand, Marie Vassart, Anouk Raes, Anne-Catherine Massin, Catherine Regulski, Gaëlle Valcke, Allison Greisch, Lola Danhaive, Alix Perrocheau, Elise Loriau, Emeline Massart et Jill Boon;
T1 : Gaëtan Defalque; T2 : Xavier Blockmans; Gardiens : Alexandre Fayt; Kinés : Maïté Debelle et Catherine Buyse; Manager : Sylvie Rasschaert.
En 2015, l'équipe messieurs 1, dirigée par l'ex-international espagnol Xavier ("Xavi") Arnau Creus, remonte à nouveau en division d'Honneur.
À la fin de l'année 2015, le club compte 950 membres affiliés répartis en 13 équipes messieurs, 9 équipes dames, 26 équipes boys et 13 équipes girls.
Vincent Clause devient le premier arbitre nivellois en EHL (2013 et 2014). Notre referee international remporte le sifflet d'or 2015 ainsi que le prix de l'Echevin des sports lors de la remise du Mérite sportif nivellois.
L'initiative Hockey Together, a été récompensée par l’AWIPH, l’Agence Wallonne pour l’Intégration des Personnes Handicapées. Elle remporte le Wippy d'Or 2015 ainsi que le prix de la presse sportive attribué lors de la remise du Mérite sportif nivellois. Un "fonds social" est mis en place pour aider les membres qui rencontrent des difficultés financières passagères pour leur permettre de faire face à leurs obligations de cotisation annuelle.
Nicolas Vandiest (en messieurs) et Catherine Regulski (en dames) jouent en équipe nationale indoor en 2016.
À la fin de la saison 2015-2016, le club compte 969 membres. L'équipe messieurs 1 descend en nationale 1 et Xavi Arnau est remplacé par Gaëtan Defalque à la tête de cette équipe avec la mission réussie de réintégrer l'élite en 2017.
En outdoor, les play-offs ne sont pas atteints avec pour conséquences le départ d'Anouk Raes. Plusieurs U18 et U21 rejoignent l'équipe dames pour la saison 2016-2017. Parmi elles, trois joueuses participeront à la Coupe du Monde U21 au Chili (A.Weicker, C.Boey et V. De Kepper) en décembre 2016.
Le club compte 1026 membres en mars 2017. Deux membres du club, Arnaud Germain et Pierre Colin, développent des applications intéressantes, le premier pour la diffusion de l'info sur écran, la gestion d'un tournoi et la visibilité des sponsors, et le second pour l'encodage des faits de match et la production d'outils permettant de mesurer la performance de l'équipe et la contribution de chaque joueur.
En salle, les messieurs rejoignent l'élite pour la première fois, tandis que les dames échouent durant le play-off de 2017. Les équipes jeunes boys U16 et U19 participent aux play-offs et se classent troisièmes du championnat belge.
Nicolas Vandiest joue à nouveau en équipe nationale indoor en 2017.
Notre joueuse U21 Cassy Boey est lauréate du Stick d'Or Espoir 2016, tandis que Alice Weicker intègre le groupe des Red Panthers.
À la suite de la réintégration de la DH par nos Messieurs en mars 2017 et pour la première fois de son existence, le Pingouin est présent en DH messieurs en indoor ET en outdoor.
Pour la première fois également en 2017, nos boys U14, U16 et U19 sont simultanément en lice parmi les meilleures équipes belges en DH. La fin de saison 2016-17 voit nos joueurs U16 et U19 participer aux play-offs. Les uns terminent deuxièmes et les autres troisièmes du championnat belge outdoor.
Les joueurs "Hockey Together" participent aux Special Olympics à Lommel en mai 2017. Ils y remportent le prix du fair-play. C'est la première fois qu'un club sportif s'engage dans cette compétition à côté des traditionnelles associations.
Rayon sélections internationales outdoor, Arthur Molle et Sacha Piastra défendent les couleurs de la Belgique en U16 boys, Jonathan Blockmans et Nelson Onana les imitent en U18 boys, ce dernier étant même invité en match amical avec les Red Lions.
Le club compte 1054 membres le 15 décembre 2017.
Léa Artigas, joueuse de Hockey Together, est titulaire de l'équipe des "Red Giants", l'équipe nationale belge de parahockey. Celle-ci remporte la médaille de bronze au tournoi de « l’Inmaculada » de Barcelone.
Le projet d'un nouveau club house situé au milieu des deux terrains synthétiques a été adopté et le permis de construire octroyé par le Fonctionnaire délégué de la Région wallonne.
Lors de la saison indoor 2017-2018, l'équipe DH U19 Boys atteint la finale des play-offs, tandis que l'équipe DH messieurs se maintient en terminant 6ème du championnat national, une première ! Les équipes DH U14 et U16 Boys se maintiennent également. Nicolas Vandiest, avec les Indoor Red Lions, termine 2ème du Championnat d'Europe en salle.
Début 2018, changement de coach au niveau de l'équipe-fanion messieurs puisque "Zoulou" Brulé, l'ex gloire nivelloise, reprend le flambeau mais cela ne sera pas suffisant pour éviter à nouveau la culbute en D1. Les dames 1, qui avaient dû redescendre en division 3, remportent le titre deux années de suite et remontent en nationale 1, sous la houlette de Maxime Bertrand.
Christel Dehoux est désignée parmi les Femmes remarquables de notre Ville pour son implication dans le projet "Hockey Together"    
Les équipes 1 boys U14 et U19 se maintiennent en DH outdoor.
En 2018, Blake Burrows, un australien titré, reprend l'équipe messieurs 1  Une salle éphémère voit le jour pour les saisons 2018-2019 et 2019-2020, permettant à de nombreuses équipes de pratiquer le hockey en salle dans les installations du Pingouin. La même année, la région du Brabant wallon accorde 724 180€ au club pour la construction d’un club house.
Tommy Dean Jacobs, joueur de parahockey, titulaire dans le team Belgian Red Giants depuis 2018 avec lesquels il dispute plusieurs rencontres internationales.
Un nouveau club house est en construction depuis 2019 entre les deux terrains synthétiques. Sur deux étages, il comprend vestiaires, salle de réunion, bar/restaurant, secrétariat et pro-shop. Il est  inauguré le 3 septembre 2021.
Quatre Pingouins évoluent en sélection "Old Lions" + 60 ans : Etienne Masquelier, Patrick Raes, Nicolas Bertrand et Dominique Dandoy. Les messieurs 1, après une année de purgatoire, retrouvent la DH en indoor. Les saisons 2019-2020 et 2020-2021 outdoor sont marquées par la crise du Coronavirus qui contraint la compétition à s'arrêter à mi-parcours. Nos messieurs, deuxièmes à un point du meneur, échouent dans leur tentative de rejoindre l'élite. Les dames, avec un effectif considérablement rajeuni, se maintiennent aisément en nationale 1. En 2020, Anouk Raes devient coach des dames 1 en remplacement de Maxime Bertrand.
Plusieurs joueurs sont repris en sélection belge U21 : Jonathan Blockmans, Pierre De Gratie et Manu Cockelaere. En 2021, ce dernier participe à la Coupe du Monde en Inde. Mathieu Bertrand remplace Luc Onana à la tête du club et Maxime Bertrand devient T1 de l'équipe 1ère messieurs.
Le club compte plus de 1100 membres depuis la fin 2019.
Tandis que les messieurs 1, coachés par Xavi Arnau, se maintiennent en DH indoor au terme de la saison 2021-2022, les dames 1 participent au play-off désignant les équipes qui accèderont à l'échelon DH outdoor.
A la fn de la saison 2022-2023, les dames 1 montent en DH indoor sous la houlette de Romain Rousseau et en DH outdoor dirigées par Anouk Raes. L'équipe Open DH est championne de Belgique, bien coachée par Louis Piret et l'équipe Hockey Together participe aux Special Olympics disputés à Mechelen                       
Liste des Présidents : André Delcroix (1936-1971), Jacques Bertrand (1971-1976), Jean-Marie Bertrand (1976-1979), Michel Hingot (1979-1982), Paul Gilain (1982-1985), Claude Piret (1985-1989 puis 1991-1993), Jean-François Delhaye (1989-1991), Olivier Bertrand (1993-1995), Catherine Richelot-Defalque (1995-1997 puis 1998-2001), Michel Goossens (1997-1998), Yves Charlier (2001-2007), Michel Minet (2007-2013), Renaud Fayt (2013-2017), Luc Onana (2017-2021), Mathieu Bertrand (depuis 2021)                      
Palmarès individuels :
Liste des joueurs, champions du Monde 2018, champions d'Europe 2019 et champions olympiques en 2021 : Simon Gougnard et Vincent Vanasch          
Liste des joueurs et joueuses, ayant participé aux JO : Michel Berger, Simon Gougnard, Raoul Ronsmans, Paul Urbain et Vincent Vanasch, ainsi que Lola Danhaive, Hélène Delmée et Anouk Raes          
Liste des joueurs internationaux belges : Michel Berger, Maxime Bertrand, Jean-Philippe Brulé, Benoît Dautel, Eric Deleuze, Renaud Fayt, Benoît Maque, Nelson Onana, Serge Robert, Raoul Ronsmans, Julien Schoo Ians et Paul Urbain          
Liste des joueurs internationaux non Red Lions : Nicolas Dumont (France) et Julien Dallons (Italie)          
Liste des joueuses internationales belges : Laura Bertrand, Lola Danhaive, Hélène Delmée, Claire Huvelle, Anouk Raes et Alice Weicker               
Liste des joueurs, formés au club, ayant gagné un titre de champions d'Europe avec le Watducks : Maxime Bertrand, Nicolas Dumont, Simon Gougnard (Vincent Vanasch a transité par le club), 
Liste des joueurs/ses, formés au club, ayant gagné un titre de champions de Belgique :  Nicolas Henry de Generet, avec le Baudouin               
Denis Thibaut de Maisières, avec la Rasante               
Patrick Raes, avec le White Star               
Jean-Philippe Brulé, avec le Dragons               
Maxime Bertrand, Nicolas Dumont, Simon Gougnard, Nicolas Vandiest, avec le Watducks (Vincent vanasch y a transité)               
Tom Degroote et Alexis Lemaire, avec le Léopold               
Vanessa Blockmans, avec le Watducks               
Sticks d'Or : Jean-Philippe Brulé et Anouk Raes. Stick d'Or Espoir : Renaud Fayt
Grands Baiilis de l'Ordre du Pingouin : André Doyen (1961-1987), André Delcroix (1987-1996), Jacques Bertrand (1996-2012), Bernard Dandoy (2012-2021), Béatrice Bertrand (2021-....)                 
| 1936/37   | Affiliation du Pingouin Hockey Club Nivellois à l'Association Royale Belge de Hockey Bénéficie des installations de la Papèterie Delcroix                                                          |
| Années 50 | 1re Equipe Vétérans |
| 1961      | Création de « l’Ordre du Pingouin » |
| Années 60 | Inscription d'équipes Jeunes (scolaires en 1964, puis cadets en 1968) |
| 1968      | Migration vers Arquennes puis création de la 1re équipe féminine |
| 1971      | Inauguration du nouveau club house et du terrain gazon au Parc de la Dodaine |
| 1985      | Inauguration de l'actuel club house |
| 1986      | 1re montée de l'équipe messieurs 1 en division d'Honneur pour une saison avec uniquement des joueurs du cru.                                                                                       |
| 1991      | Inauguration du 1er synthétique sablé |
| 2002      | Construction du 1er terrain synthétique mouillé |
| 2004      | Championnats d'Europe U21 boys |
| 2004      | Première montée des Dames en division d'Honneur |
| 2008      | Construction du 2e terrain synthétique mouillé |
| 2009      | Championnats d'Europe U18 boys and girls |
| 2014      | Remplacement du tapis du 1er synthétique mouillé |
| 2015      | Play-off jeunes |
| 2015      | Dames championnes de Belgique salle |
| 2016      | Dames championnes de Belgique salle et montée en division A européenne indoor à Glasgow |
| 2017      | Dames jouent la coupe d'Europe des clubs champions indoor en Suisse et redescendent en série B Messieurs réintègrent la DH en outdoor. Le Pingouin présent dans 3 grands championnats nationaux DH |

## Les infrastructures
Le Pingouin H.C. Nivellois compte dans ses infrastructures permanentes :
- 2 terrains synthétiques (astro-mouillés) avec éclairage
- 1 club house situé au milieu des 2 terrains avec bar, salle de réunion, secrétariat au 1er étage, vestiaires, pro-shop et local technique au rez-de-chaussée
- 1 parking

Durant la période hivernale, un chapiteau est érigé avec une salle éphémère pour le hockey indoor (de 2018 à 2020), puis de 2 salles éphémères (à partir de 2021).

## Folklore
Le Pingouin est un club riche de son histoire aux multiples anecdotes.
La cérémonie des "Sticks d'Or" a lieu tous les ans. Les prix qui y sont distribués visent à récompenser les meilleurs joueurs, joueuses, coaches, supporters.... .Différentes activités sportives et ludiques, comme des soirées ou des tournois mélangeant les genres et les générations, ou spécifiques, tels les jeunes ou les vétérans, y sont organisées annuellement au sein du club.
L’Ordre du Pingouin a été créé en 1961 pour reconnaître les mérites des plus fidèles et des plus dévoués de ses membres, ainsi que ceux qui ont apporté une plus-value significative au club, et les remercier en leur remettant une médaille qu'ils pourront conserver à vie. Cet événement a lieu tous les 3 ans. Le Grand Bailli est, à présent, nommé pour présider 3 cérémonies de remise des médailles et diplômes.
Le Pingouin participe à l’initiative « Hockey Together » qui vise à permettre aux personnes légèrement handicapées d’apprendre à jouer au hockey l’espace d’un après-midi par semaine et de s'intégrer ainsi dans un ensemble accueillant consacré au sport.